# Tanjungjaya (Cihampelas)
Tanjungjaya is een bestuurslaag in het regentschap Bandung Barat van de provincie West-Java, Indonesië. Tanjungjaya telt 6430 inwoners (volkstelling 2010).